# NBA Playoffs 1989
Gli NBA Playoffs 1989 seguirono alla regular season del campionato NBA 1988-1989.
Il torneo si concluse con il trionfo dei vincitori della Eastern Conference, i Detroit Pistons, su quelli della Western Conference, i Los Angeles Lakers. Per i Pistons fu il primo titolo NBA. Joe Dumars fu nominato miglior giocatore delle finali.
I Pistons ebbero un rapporto fra vittorie e sconfitte fra i migliori nella storia dei playoff con un 15-2 (2 sconfitte rimediate solamente dai Chicago Bulls nella finale di Conference). I Lakers non persero neanche una partita fino alla finale NBA in cui, decimati dagli importanti infortuni di Earvin "Magic" Johnson e Byron Scott, furono sconfitti con un sonoro 4-0. I Pistons sconfissero i Lakers anche negli unici due incontri di regular season in cui li hanno incontrati.
I Chicago Bulls raggiunsero la finale di Conference per la prima volta dal 1975 (fu la prima finale di Conference di Michael Jordan), ma la loro stagione venne conclusa dai Pistons per la seconda volta in tre anni.
I Boston Celtics, sconfitti dai Pistons, per la prima volta dopo tanti anni non raggiunsero le semifinali di Conference.

## Squadre qualificate ai Playoff

### Eastern Conference
1. Detroit Pistons
2. N.Y. Knicks
3. Cleveland Cavaliers
4. Atlanta Hawks
5. Milwaukee Bucks
6. Chicago Bulls
7. Philadelphia 76ers
8. Boston Celtics

### Western Conference
1. L.A. Lakers
2. Utah Jazz
3. Phoenix Suns
4. Seattle S.Sonics
5. Houston Rockets
6. Denver Nuggets
7. G.S. Warriors
8. Portland T. Blazers

## Tabellone
|  | Primo turno | Primo turno         | Primo turno       |                    |                     | Semifinali di conference | Semifinali di conference | Semifinali di conference |  |   | Finali di conference | Finali di conference | Finali di conference |  |    | Finali NBA    | Finali NBA | Finali NBA |
|  |             |                     |                   |                    |                     |                          |                          |                          |  |   |                      |                      |                      |  |    |               |            |            |
|  | 1           | L.A. Lakers *       | 3                 |                    |                     |                          |                          |                          |  |   |                      |                      |                      |  |    |               |            |            |
|  | 8           | Portland T. Blazers | 0                 |                    |                     |                          |                          |                          |  |   |                      |                      |                      |  |    |               |            |            |
|  | 8           | Portland T. Blazers | 0                 |                    | 1                   | L.A. Lakers *            | 4                        |                          |  |   |                      |                      |                      |  |    |               |            |            |
|  |             |                     |                   |                    | 1                   | L.A. Lakers *            | 4                        |                          |  |   |                      |                      |                      |  |    |               |            |            |
|  |             | 4                   | Seattle S.Sonics  | 0                  |                     |                          |                          |                          |  |   |                      |                      |                      |  |    |               |            |            |
|  | 4           | 4                   | Seattle S.Sonics  | 0                  | Seattle S.Sonics    | 3                        |                          |                          |  |   |                      |                      |                      |  |    |               |            |            |
|  | 4           |                     |                   |                    | Seattle S.Sonics    | 3                        |                          |                          |  |   |                      |                      |                      |  |    |               |            |            |
|  | 5           | Houston Rockets     | 1                 |                    |                     |                          |                          |                          |  |   |                      |                      |                      |  |    |               |            |            |
|  | 5           | Houston Rockets     | 1                 |                    |                     |                          |                          |                          |  | 1 | L.A. Lakers *        | 4                    |                      |  |    |               |            |            |
|  |             |                     |                   | Eastern Conference |                     |                          |                          |                          |  | 1 | L.A. Lakers *        | 4                    |                      |  |    |               |            |            |
|  |             | 3                   | Phoenix Suns      | 0                  |                     |                          |                          |                          |  |   |                      |                      |                      |  |    |               |            |            |
|  | 3           | 3                   | Phoenix Suns      | 0                  | Phoenix Suns        | 3                        |                          |                          |  |   |                      |                      |                      |  |    |               |            |            |
|  | 3           |                     |                   |                    | Phoenix Suns        | 3                        |                          |                          |  |   |                      |                      |                      |  |    |               |            |            |
|  | 6           | Denver Nuggets      | 0                 |                    |                     |                          |                          |                          |  |   |                      |                      |                      |  |    |               |            |            |
|  | 6           | Denver Nuggets      | 0                 |                    | 3                   | Phoenix Suns             | 4                        |                          |  |   |                      |                      |                      |  |    |               |            |            |
|  |             |                     |                   |                    | 3                   | Phoenix Suns             | 4                        |                          |  |   |                      |                      |                      |  |    |               |            |            |
|  |             | 7                   | G.S. Warriors     | 1                  |                     |                          |                          |                          |  |   |                      |                      |                      |  |    |               |            |            |
|  | 2           | 7                   | G.S. Warriors     | 1                  | Utah Jazz *         | 0                        |                          |                          |  |   |                      |                      |                      |  |    |               |            |            |
|  | 2           |                     |                   |                    | Utah Jazz *         | 0                        |                          |                          |  |   |                      |                      |                      |  |    |               |            |            |
|  | 7           | G.S. Warriors       | 3                 |                    |                     |                          |                          |                          |  |   |                      |                      |                      |  |    |               |            |            |
|  | 7           | G.S. Warriors       | 3                 |                    |                     |                          |                          |                          |  |   |                      |                      |                      |  | W1 | L.A. Lakers * | 0          |            |
|  |             |                     |                   |                    |                     |                          |                          |                          |  |   |                      |                      |                      |  | W1 | L.A. Lakers * | 0          |            |
|  |             | E1                  | Detroit Pistons * | 4                  |                     |                          |                          |                          |  |   |                      |                      |                      |  |    |               |            |            |
|  | 1           | E1                  | Detroit Pistons * | 4                  | Detroit Pistons *   | 3                        |                          |                          |  |   |                      |                      |                      |  |    |               |            |            |
|  | 1           |                     |                   |                    | Detroit Pistons *   | 3                        |                          |                          |  |   |                      |                      |                      |  |    |               |            |            |
|  | 8           | Boston Celtics      | 0                 |                    |                     |                          |                          |                          |  |   |                      |                      |                      |  |    |               |            |            |
|  | 8           | Boston Celtics      | 0                 |                    | 1                   | Detroit Pistons *        | 4                        |                          |  |   |                      |                      |                      |  |    |               |            |            |
|  |             |                     |                   |                    | 1                   | Detroit Pistons *        | 4                        |                          |  |   |                      |                      |                      |  |    |               |            |            |
|  |             | 5                   | Milwaukee Bucks   | 0                  |                     |                          |                          |                          |  |   |                      |                      |                      |  |    |               |            |            |
|  | 4           | 5                   | Milwaukee Bucks   | 0                  | Atlanta Hawks       | 2                        |                          |                          |  |   |                      |                      |                      |  |    |               |            |            |
|  | 4           |                     |                   |                    | Atlanta Hawks       | 2                        |                          |                          |  |   |                      |                      |                      |  |    |               |            |            |
|  | 5           | Milwaukee Bucks     | 3                 |                    |                     |                          |                          |                          |  |   |                      |                      |                      |  |    |               |            |            |
|  | 5           | Milwaukee Bucks     | 3                 |                    |                     |                          |                          |                          |  | 1 | Detroit Pistons *    | 4                    |                      |  |    |               |            |            |
|  |             |                     |                   | Western Conference |                     |                          |                          |                          |  | 1 | Detroit Pistons *    | 4                    |                      |  |    |               |            |            |
|  |             | 6                   | Chicago Bulls     | 2                  |                     |                          |                          |                          |  |   |                      |                      |                      |  |    |               |            |            |
|  | 3           | 6                   | Chicago Bulls     | 2                  | Cleveland Cavaliers | 2                        |                          |                          |  |   |                      |                      |                      |  |    |               |            |            |
|  | 3           |                     |                   |                    | Cleveland Cavaliers | 2                        |                          |                          |  |   |                      |                      |                      |  |    |               |            |            |
|  | 6           | Chicago Bulls       | 3                 |                    |                     |                          |                          |                          |  |   |                      |                      |                      |  |    |               |            |            |
|  | 6           | Chicago Bulls       | 3                 |                    | 6                   | Chicago Bulls            | 4                        |                          |  |   |                      |                      |                      |  |    |               |            |            |
|  |             |                     |                   |                    | 6                   | Chicago Bulls            | 4                        |                          |  |   |                      |                      |                      |  |    |               |            |            |
|  |             | 2                   | N.Y. Knicks *     | 2                  |                     |                          |                          |                          |  |   |                      |                      |                      |  |    |               |            |            |
|  | 2           | 2                   | N.Y. Knicks *     | 2                  | N.Y. Knicks *       | 3                        |                          |                          |  |   |                      |                      |                      |  |    |               |            |            |
|  | 2           |                     |                   |                    | N.Y. Knicks *       | 3                        |                          |                          |  |   |                      |                      |                      |  |    |               |            |            |
|  | 7           | Philadelphia 76ers  | 0                 |                    |                     |                          |                          |                          |  |   |                      |                      |                      |  |    |               |            |            |

Legenda
- * Vincitore Division
- "Grassetto" Vincitore serie
- "Corsivo" Squadra con fattore campo

## Eastern Conference

### Primo turno

#### (1) Detroit Pistons - (8) Boston Celtics
RISULTATO FINALE: 3-0
| Arbitri: | Dick Bavetta Ed Middleton Earl Strom |

|                |          |              |
| J. Dumars 25   | Punti    | K. McHale 27 |
| I. Thomas 10   | Assist   | B. Shaw 8    |
| B. Laimbeer 12 | Rimbalzi | R. Parish 12 |

| Arbitri: | Joey Crawford Ron Garretson Bill Oakes |

|                |          |                        |
| I. Thomas 26   | Punti    | R. Lewis 21            |
| I. Thomas 8    | Assist   | D. Johnson, R. Lewis 5 |
| B. Laimbeer 15 | Rimbalzi | K. McHale 11           |

| Arbitri: | Joe Forte Eddie F. Rush Ed T. Rush |

|              |          |               |
| R. Lewis 20  | Punti    | V. Johnson 25 |
| B. Shaw 7    | Assist   | I. Thomas 10  |
| J. Kleine 11 | Rimbalzi | D. Rodman 9   |

PRECEDENTI IN REGULAR SEASON
| Regular Season 1988-89 | Detroit Pistons | 3 – 1                                                                      | Boston Celtics | Referto 1 - Referto 2 - Referto 3 - Referto 4 |
| Boston Celtics 107 Detroit Pistons 96 Boston Celtics 112 Detroit Pistons 106 Punti 116 Detroit Pistons 87 Boston Celtics 99 Detroit Pistons 98 Boston Celtics |                 |                                                                            |                |                                               |
| |                 |                                                                            |                |                                               |
| Boston Celtics 107 Detroit Pistons 96 Boston Celtics 112 Detroit Pistons 106                                                                                  | Punti           | 116 Detroit Pistons 87 Boston Celtics 99 Detroit Pistons 98 Boston Celtics |                |                                               |

PRECEDENTI NEI PLAYOFF
|  | Detroit Pistons (1988) | 1 – 3 | Boston Celtics (1968, 1985, 1987) |  |

#### (2) New York Knicks - (7) Philadelphia 76ers
RISULTATO FINALE: 3-0
| Arbitri: | Joe Forte Darell Garretson Eddie F. Rush |

|               |          |                |
| G. Wilkins 34 | Punti    | R. Anderson 26 |
| M. Jackson 9  | Assist   | M. Cheeks 16   |
| C. Oakley 12  | Rimbalzi | C. Barkley 12  |

| Arbitri: | Hugh Evans Jack Nies Wally Rooney |

|               |          |               |
| J. Newman 20  | Punti    | C. Barkley 30 |
| M. Jackson 10 | Assist   | M. Cheeks 12  |
| C. Oakley 12  | Rimbalzi | C. Barkley 12 |

| Arbitri: | Bruce Alexander Hue Hollins Tommy Nunez Sr. |

|               |          |               |
| C. Barkley 29 | Punti    | M. Jackson 24 |
| M. Cheeks 11  | Assist   | M. Jackson 9  |
| C. Barkley 11 | Rimbalzi | C. Oakley 17  |

PRECEDENTI IN REGULAR SEASON
| Regular Season 1988-89 | N.Y. Knicks | 2 – 4 | Philadelphia 76ers | Referto 1 - Referto 2 - Referto 3 - Referto 4, Referto 5 - Referto 6 |
| Philadelphia 76ers 137 New York Knicks 141 New York Knicks 112 Philadelphia 76ers 109 New York Knicks 113 Philadelphia 76ers 115 Punti 135 New York Knicks 122 Philadelphia 76ers 121 Philadelphia 76ers 129 New York Knicks 124 Philadelphia 76ers 112 New York Knicks |             | |                    |                                                                      |
| |             | |                    |                                                                      |
| Philadelphia 76ers 137 New York Knicks 141 New York Knicks 112 Philadelphia 76ers 109 New York Knicks 113 Philadelphia 76ers 115 | Punti       | 135 New York Knicks 122 Philadelphia 76ers 121 Philadelphia 76ers 129 New York Knicks 124 Philadelphia 76ers 112 New York Knicks |                    |                                                                      |

PRECEDENTI NEI PLAYOFF
|  | N.Y. Knicks (1951, 1952) | 2 – 6 | Philadelphia 76ers (1950, 1954, 1959, 1968, 1978, 1983) |  |

#### (3) Cleveland Cavaliers - (6) Chicago Bulls
RISULTATO FINALE: 2-3
| Arbitri: | Joey Crawford Ron Garretson Bill Oakes |

|                |          |              |
| C. Ehlo 19     | Punti    | M. Jordan 31 |
| D. Valentine 6 | Assist   | M. Jordan 11 |
| B. Daugherty 7 | Rimbalzi | H. Grant 13  |

| Arbitri: | Ed Middleton Tommy Nunez Sr. Earl Strom |

|              |          |              |
| R. Harper 31 | Punti    | M. Jordan 30 |
| L. Nance 5   | Assist   | M. Jordan 10 |
| R. Harper 11 | Rimbalzi | H. Grant 14  |

| Arbitri: | Bernie Fryer Darell Garretson Lee Jones |

|              |          |                    |
| M. Jordan 44 | Punti    | H. Rod Williams 22 |
| M. Jordan 10 | Assist   | D. Valentine 8     |
| H. Grant 17  | Rimbalzi | H. Rod Williams 11 |

| Arbitri: | Steve Javie Jess Kersey Ed T. Rush |

|                        |          |                |
| M. Jordan 50           | Punti    | L. Nance 27    |
| C. Hodges, S. Pippen 5 | Assist   | M. Price 7     |
| H. Grant 16            | Rimbalzi | B. Daugherty 9 |

| Arbitri: | Hugh Evans Jack Madden Jake O'Donnell |

|                 |          |              |
| C. Ehlo 24      | Punti    | M. Jordan 44 |
| M. Price 7      | Assist   | M. Jordan 6  |
| B. Daugherty 11 | Rimbalzi | S. Pippen 10 |

PRECEDENTI IN REGULAR SEASON
| Regular Season 1988-89 | Cleveland Cavaliers | 6 – 0 | Chicago Bulls | Referto 1 - Referto 2 - Referto 3 - Referto 4, Referto 5 - Referto 6 |
| Chicago Bulls 96 Cleveland Cavaliers 103 Cleveland Cavaliers 115 Chicago Bulls 100 Cleveland Cavaliers 111 Chicago Bulls 84 Punti 107 Cleveland Cavaliers 98 Chicago Bulls 91 Chicago Bulls 109 Cleveland Cavaliers 92 Chicago Bulls 90 Cleveland Cavaliers |                     | |               |                                                                      |
| |                     | |               |                                                                      |
| Chicago Bulls 96 Cleveland Cavaliers 103 Cleveland Cavaliers 115 Chicago Bulls 100 Cleveland Cavaliers 111 Chicago Bulls 84 | Punti               | 107 Cleveland Cavaliers 98 Chicago Bulls 91 Chicago Bulls 109 Cleveland Cavaliers 92 Chicago Bulls 90 Cleveland Cavaliers |               |                                                                      |

PRECEDENTI NEI PLAYOFF
|  | Cleveland Cavaliers | 0 – 1 | Chicago Bulls (1988) |  |

#### (4) Atlanta Hawks - (5) Milwaukee Bucks
RISULTATO FINALE: 2-3
| Arbitri: | Hugh Evans Wally Rooney Don Vaden |

|               |          |                 |
| D. Wilkins 28 | Punti    | J. Humphries 20 |
| D. Rivers 10  | Assist   | S. Moncrief 6   |
| M. Malone 13  | Rimbalzi | T. Cummings 8   |

| Arbitri: | Bruce Alexander Dick Bavetta Hue Hollins |

|               |          |                |
| D. Wilkins 32 | Punti    | T. Cummings 22 |
| D. Rivers 8   | Assist   | J. Sikma 7     |
| M. Malone 8   | Rimbalzi | T. Cummings 8  |

| Arbitri: | Joey Crawford Bill Oakes Bennett Salvatore |

|                 |          |               |
| R. Pierce 35    | Punti    | D. Wilkins 30 |
| J. Humphries 10 | Assist   | R. Theus 5    |
| T. Cummings 14  | Rimbalzi | J. Koncak 11  |

| Arbitri: | Bernie Fryer Mike Mathis Jake O'Donnell |

|                   |          |                          |
| J. Sikma 24       | Punti    | M. Malone, D. Wilkins 24 |
| J. Humphries 15   | Assist   | S. Webb 7                |
| L. Krystkowiak 10 | Rimbalzi | M. Malone 9              |

| Arbitri: | Darell Garretson Paul Mihalak Earl Strom |

|                       |          |                |
| M. Malone 25          | Punti    | R. Pierce 25   |
| D. Rivers, R. Theus 6 | Assist   | J. Humphries 5 |
| M. Malone 16          | Rimbalzi | J. Sikma 9     |

PRECEDENTI IN REGULAR SEASON
| Regular Season 1988-89 | Atlanta Hawks | 6 – 0 | Milwaukee Bucks | Referto 1 - Referto 2 - Referto 3 - Referto 4, Referto 5 - Referto 6 |
| Milwaukee Bucks 94 Atlanta Hawks 115 Milwaukee Bucks 113 Atlanta Hawks 111 Atlanta Hawks 125 Milwaukee Bucks 92 Punti 107 Atlanta Hawks 112 Milwaukee Bucks 117 Atlanta Hawks 98 Milwaukee Bucks 100 Milwaukee Bucks 100 Atlanta Hawks |               | |                 |                                                                      |
| |               | |                 |                                                                      |
| Milwaukee Bucks 94 Atlanta Hawks 115 Milwaukee Bucks 113 Atlanta Hawks 111 Atlanta Hawks 125 Milwaukee Bucks 92 | Punti         | 107 Atlanta Hawks 112 Milwaukee Bucks 117 Atlanta Hawks 98 Milwaukee Bucks 100 Milwaukee Bucks 100 Atlanta Hawks |                 |                                                                      |

PRECEDENTI NEI PLAYOFF
|  | Atlanta Hawks (1988) | 1 – 1 | Milwaukee Bucks (1984) |  |

### Semifinali

#### (1) Detroit Pistons - (5) Milwaukee Bucks
RISULTATO FINALE: 4-0
| Arbitri: | Dick Bavetta Hugh Evans Tommy Nunez Sr. |

|                |          |                |
| B. Laimbeer 19 | Punti    | R. Pierce 25   |
| J. Dumars 6    | Assist   | J. Humphries 6 |
| B. Laimbeer 17 | Rimbalzi | S. Moncrief 6  |

| Arbitri: | Hue Hollins Jack Madden Bennett Salvatore |

|              |          |                              |
| J. Salley 23 | Punti    | L. Krystkowiak, R. Pierce 22 |
| I. Thomas 10 | Assist   | R. Green 6                   |
| D. Rodman 13 | Rimbalzi | L. Krystkowiak 13            |

| Arbitri: | Steve Javie Jess Kersey Mike Mathis |

|                |          |                |
| R. Pierce 22   | Punti    | I. Thomas 26   |
| J. Humphries 5 | Assist   | J. Dumars 10   |
| R. Breuer 8    | Rimbalzi | B. Laimbeer 11 |

| Arbitri: | Joe Forte Bernie Fryer Darell Garretson |

|                 |          |              |
| F. Roberts 33   | Punti    | J. Dumars 22 |
| J. Humphries 14 | Assist   | I. Thomas 13 |
| R. Breuer 9     | Rimbalzi | I. Thomas 9  |

PRECEDENTI IN REGULAR SEASON
| Regular Season 1988-89 | Detroit Pistons | 2 – 4 | Milwaukee Bucks | Referto 1 - Referto 2 - Referto 3 - Referto 4, Referto 5 - Referto 6 |
| Milwaukee Bucks 109 Detroit Pistons 110 Milwaukee Bucks 120 Detroit Pistons 107 Milwaukee Bucks 117 Detroit Pistons 100 Punti 84 Detroit Pistons 119 Milwaukee Bucks 112 Detroit Pistons 96 Milwaukee Bucks 100 Detroit Pistons 91 Milwaukee Bucks |                 | |                 |                                                                      |
| |                 | |                 |                                                                      |
| Milwaukee Bucks 109 Detroit Pistons 110 Milwaukee Bucks 120 Detroit Pistons 107 Milwaukee Bucks 117 Detroit Pistons 100 | Punti           | 84 Detroit Pistons 119 Milwaukee Bucks 112 Detroit Pistons 96 Milwaukee Bucks 100 Detroit Pistons 91 Milwaukee Bucks |                 |                                                                      |

PRECEDENTI NEI PLAYOFF
|  | Detroit Pistons (1976) | 1 – 0 | Milwaukee Bucks |  |

#### (2) New York Knicks - (6) Chicago Bulls
RISULTATO FINALE: 2-4
| Arbitri: | Mike Mathis Paul Mihalak Bill Saar |

|               |          |                  |
| J. Newman 27  | Punti    | M. Jordan 34     |
| M. Jackson 11 | Assist   | M. Jordan 12     |
| P. Ewing 10   | Rimbalzi | B. Cartwright 14 |

| Arbitri: | Joey Crawford Joe Forte Lee Jones |

|               |          |              |
| P. Ewing 23   | Punti    | J. Paxson 16 |
| M. Jackson 16 | Assist   | S. Pippen 5  |
| C. Oakley 13  | Rimbalzi | C. Davis 9   |

| Arbitri: | Dick Bavetta Tommy Nunez Sr. Earl Strom |

|              |          |              |
| M. Jordan 40 | Punti    | P. Ewing 19  |
| M. Jordan 9  | Assist   | M. Jackson 6 |
| M. Jordan 15 | Rimbalzi | C. Oakley 9  |

| Arbitri: | Hugh Evans Bernie Fryer Hue Hollins |

|              |          |              |
| M. Jordan 47 | Punti    | J. Newman 23 |
| S. Pippen 8  | Assist   | G. Wilkins 5 |
| M. Jordan 11 | Rimbalzi | C. Oakley 9  |

| Arbitri: | Jess Kersey Jack Madden Bill Oakes |

|               |          |              |
| P. Ewing 32   | Punti    | M. Jordan 38 |
| M. Jackson 14 | Assist   | M. Jordan 10 |
| C. Oakley 13  | Rimbalzi | S. Pippen 9  |

| Arbitri: | Darell Garretson Jake O'Donnell Ed T. Rush |

|                 |          |                                     |
| M. Jordan 40    | Punti    | P. Ewing, M. Jackson, G. Wilkins 22 |
| M. Jordan 10    | Assist   | M. Jackson 12                       |
| B. Cartwright 8 | Rimbalzi | P. Ewing 13                         |

PRECEDENTI IN REGULAR SEASON
| Regular Season 1988-89 | N.Y. Knicks | 2 – 3                                                                                           | Chicago Bulls | Referto 1 - Referto 2 - Referto 3 - Referto 4, Referto 5 |
| New York Knicks 126 Chicago Bulls 108 New York Knicks 122 Chicago Bulls 129 Chicago Bulls 104 Punti 117 Chicago Bulls 106 New York Knicks 104 Chicago Bulls 124 New York Knicks 100 New York Knicks |             |                                                                                                 |               |                                                          |
| |             |                                                                                                 |               |                                                          |
| New York Knicks 126 Chicago Bulls 108 New York Knicks 122 Chicago Bulls 129 Chicago Bulls 104 | Punti       | 117 Chicago Bulls 106 New York Knicks 104 Chicago Bulls 124 New York Knicks 100 New York Knicks |               |                                                          |

PRECEDENTI NEI PLAYOFF
|  | N.Y. Knicks | 0 – 1 | Chicago Bulls (1981) |  |

### Finale

#### (1) Detroit Pistons - (6) Chicago Bulls
RISULTATO FINALE: 4-2
| Arbitri: | Joey Crawford Hugh Evans Tommy Nunez Sr. |

|                |          |                         |
| R. Mahorn 17   | Punti    | M. Jordan 32            |
| I. Thomas 10   | Assist   | S. Pippen 6             |
| B. Laimbeer 15 | Rimbalzi | M. Jordan, S. Pippen 11 |

| Arbitri: | Mike Mathis Bill Saar Earl Strom |

|              |          |              |
| I. Thomas 33 | Punti    | M. Jordan 27 |
| I. Thomas 4  | Assist   | J. Paxson 6  |
| D. Rodman 12 | Rimbalzi | H. Grant 20  |

| Arbitri: | Jack Madden Bill Oakes Ed T. Rush |

|                        |          |               |
| M. Jordan 46           | Punti    | M. Aguirre 25 |
| M. Jordan, C. Hodges 5 | Assist   | I. Thomas 11  |
| S. Pippen 8            | Rimbalzi | D. Rodman 13  |

| Arbitri: | Jess Kersey Jake O'Donnell Wally Rooney |

|              |          |              |
| M. Jordan 23 | Punti    | I. Thomas 27 |
| C. Hodges 5  | Assist   | I. Thomas 6  |
| H. Grant 12  | Rimbalzi | D. Rodman 9  |

| Arbitri: | Dick Bavetta Darell Garretson Hue Hollins |

|               |          |                  |
| V. Johnson 22 | Punti    | C. Hodges 19     |
| I. Thomas 12  | Assist   | M. Jordan 9      |
| D. Rodman 14  | Rimbalzi | B. Cartwright 12 |

| Arbitri: | Joey Crawford Hugh Evans Earl Strom |

|              |          |              |
| M. Jordan 32 | Punti    | I. Thomas 33 |
| M. Jordan 13 | Assist   | J. Dumars 9  |
| H. Grant 13  | Rimbalzi | D. Rodman 15 |

PRECEDENTI IN REGULAR SEASON
| Regular Season 1988-89 | Detroit Pistons | 6 – 0 | Chicago Bulls | Referto 1 - Referto 2 - Referto 3 - Referto 4, Referto 5 - Referto 6 |
| Chicago Bulls 94 Detroit Pistons 102 Chicago Bulls 98 Detroit Pistons 113 Detroit Pistons 115 Chicago Bulls 112 Punti 107 Detroit Pistons 89 Chicago Bulls 104 Detroit Pistons (1 t.s.) 102 Chicago Bulls 108 Chicago Bulls 114 Detroit Pistons (1 t.s.) |                 | |               |                                                                      |
| |                 | |               |                                                                      |
| Chicago Bulls 94 Detroit Pistons 102 Chicago Bulls 98 Detroit Pistons 113 Detroit Pistons 115 Chicago Bulls 112 | Punti           | 107 Detroit Pistons 89 Chicago Bulls 104 Detroit Pistons (1 t.s.) 102 Chicago Bulls 108 Chicago Bulls 114 Detroit Pistons (1 t.s.) |               |                                                                      |

PRECEDENTI NEI PLAYOFF
|  | Detroit Pistons (1988) | 1 – 1 | Chicago Bulls (1974) |  |

## Western Conference

### Primo turno

#### (1) Los Angeles Lakers - (8) Portland Trail Blazers
RISULTATO FINALE: 3-0
| Arbitri: | Terry Durham Lee Jones Mike Mathis |

|                             |          |                        |
| M. Johnson 30               | Punti    | C. Drexler 30          |
| M. Johnson 16               | Assist   | T. Porter 10           |
| K. Abdul-Jabbar, B. Scott 8 | Rimbalzi | J. Kersey, T. Porter 9 |

| Arbitri: | Jake O'Donnell Blane Reichelt Bill Saar |

|               |          |               |
| M. Johnson 35 | Punti    | C. Drexler 28 |
| M. Johnson 12 | Assist   | C. Drexler 10 |
| A. Green 13   | Rimbalzi | J. Kersey 11  |

| Arbitri: | Jim Clark Jack Nies Earl Strom |

|              |          |              |
| T. Porter 29 | Punti    | B. Scott 25  |
| T. Porter 9  | Assist   | M. Johnson 7 |
| C. Drexler 8 | Rimbalzi | A. Green 13  |

PRECEDENTI IN REGULAR SEASON
| Regular Season 1988-89 | L.A. Lakers | 5 – 0 | Portland T. Blazers | Referto 1 - Referto 2 - Referto 3 - Referto 4, Referto 5 |
| Los Angeles Lakers 106 Los Angeles Lakers 133 Los Angeles Lakers 140 Portland Trail Blazers 101 Portland Trail Blazers 114 Punti 105 Portland Trail Blazers 120 Portland Trail Blazers 129 Portland Trail Blazers 110 Los Angeles Lakers 121 Los Angeles Lakers |             | |                     |                                                          |
| |             | |                     |                                                          |
| Los Angeles Lakers 106 Los Angeles Lakers 133 Los Angeles Lakers 140 Portland Trail Blazers 101 Portland Trail Blazers 114 | Punti       | 105 Portland Trail Blazers 120 Portland Trail Blazers 129 Portland Trail Blazers 110 Los Angeles Lakers 121 Los Angeles Lakers |                     |                                                          |

PRECEDENTI NEI PLAYOFF
|  | L.A. Lakers (1983, 1985) | 2 – 1 | Portland T. Blazers (1977) |  |

#### (2) Utah Jazz - (7) Golden State Warriors
RISULTATO FINALE: 0-3
| Arbitri: | Steve Javie Ed T. Rush Bill Saar |

|                |          |              |
| J. Stockton 30 | Punti    | C. Mullin 41 |
| J. Stockton 14 | Assist   | W. Garland 8 |
| K. Malone 13   | Rimbalzi | L. Smith 11  |

| Arbitri: | Bernie Fryer Lee Jones Mike Mathis |

|                |          |                                      |
| K. Malone 37   | Punti    | C. Mullin 22                         |
| J. Stockton 11 | Assist   | C. Mullin 7                          |
| K. Malone 22   | Rimbalzi | C. Mullin, M. Richmond, R. Higgins 7 |

| Arbitri: | Dan Crawford Bob Delaney Jess Kersey |

|                |          |                |
| C. Mullin 35   | Punti    | J. Stockton 34 |
| M. Richmond 11 | Assist   | J. Stockton 16 |
| R. Higgins 14  | Rimbalzi | K. Malone 14   |

PRECEDENTI IN REGULAR SEASON
| Regular Season 1988-89 | Utah Jazz | 2 – 2                                                                          | G.S. Warriors | Referto 1 - Referto 2 - Referto 3 - Referto 4 |
| Golden State Warriors 114 Golden State Warriors 131 Utah Jazz 126 Utah Jazz 111 Punti 103 Utah Jazz 105 Utah Jazz 112 Golden State Warriors 95 Golden State Warriors |           |                                                                                |               |                                               |
| |           |                                                                                |               |                                               |
| Golden State Warriors 114 Golden State Warriors 131 Utah Jazz 126 Utah Jazz 111                                                                                      | Punti     | 103 Utah Jazz 105 Utah Jazz 112 Golden State Warriors 95 Golden State Warriors |               |                                               |

PRECEDENTI NEI PLAYOFF
|  | Utah Jazz | 0 – 1 | G.S. Warriors (1987) |  |

#### (3) Phoenix Suns - (6) Denver Nuggets
RISULTATO FINALE: 3-0
| Arbitri: | Steve Javie Ed T. Rush Bill Saar |

|                            |          |             |
| T. Chambers, K. Johnson 26 | Punti    | W. Davis 34 |
| K. Johnson 9               | Assist   | F. Lever 17 |
| T. Chambers 17             | Rimbalzi | F. Lever 12 |

| Arbitri: | Bob Delaney Jess Kersey Paul Mihalak |

|                |          |                       |
| K. Johnson 34  | Punti    | A. English 36         |
| K. Johnson 14  | Assist   | D. Cook, A. English 6 |
| T. Chambers 12 | Rimbalzi | M. Adams 12           |

| Arbitri: | Dick Bavetta Jake O'Donnell Don Vaden |

|              |          |                            |
| W. Davis 26  | Punti    | T. Chambers, K. Johnson 32 |
| B. Hanzlik 6 | Assist   | K. Johnson 16              |
| E. Turner 7  | Rimbalzi | T. Chambers 17             |

PRECEDENTI IN REGULAR SEASON
| Regular Season 1988-89 | Phoenix Suns | 3 – 1                                                                   | Denver Nuggets | Referto 1 - Referto 2 - Referto 3 - Referto 4 |
| Denver Nuggets 118 Phoenix Suns 119 Denver Nuggets 142 Phoenix Suns 126 Punti 126 Phoenix Suns 107 Denver Nuggets 138 Phoenix Suns 100 Denver Nuggets |              |                                                                         |                |                                               |
| |              |                                                                         |                |                                               |
| Denver Nuggets 118 Phoenix Suns 119 Denver Nuggets 142 Phoenix Suns 126                                                                               | Punti        | 126 Phoenix Suns 107 Denver Nuggets 138 Phoenix Suns 100 Denver Nuggets |                |                                               |

PRECEDENTI NEI PLAYOFF
|  | Phoenix Suns (1982) | 1 – 1 | Denver Nuggets (1983) |  |

#### (4) Seattle SuperSonics - (5) Houston Rockets
RISULTATO FINALE: 3-1
| Arbitri: | Paul Mihalak Jake O'Donnell Blane Reichelt |

|                |          |                |
| D. Ellis 25    | Punti    | H. Olajuwon 28 |
| N. McMillan 11 | Assist   | S. Floyd 7     |
| X. McDaniel 11 | Rimbalzi | H. Olajuwon 9  |

| Arbitri: | Jim Clark Dan Crawford Darell Garretson |

|                           |          |                |
| A. Lister, X. McDaniel 20 | Punti    | H. Olajuwon 30 |
| N. McMillan 8             | Assist   | S. Floyd 6     |
| O. Polynice 10            | Rimbalzi | H. Olajuwon 12 |

| Arbitri: | Hugh Evans Wally Rooney Bennett Salvatore |

|                |          |                |
| S. Floyd 28    | Punti    | D. Ellis 26    |
| S. Floyd 6     | Assist   | N. McMillan 10 |
| H. Olajuwon 18 | Rimbalzi | M. Cage 10     |

| Arbitri: | Jack Madden Bill Oakes Earl Strom |

|                        |          |                |
| H. Olajuwon 24         | Punti    | D. Ellis 26    |
| S. Floyd, M. Woodson 7 | Assist   | N. McMillan 10 |
| H. Olajuwon 13         | Rimbalzi | X. McDaniel 9  |

PRECEDENTI IN REGULAR SEASON
| Regular Season 1988-89 | Seattle S.Sonics | 2 – 2                                                                                  | Houston Rockets | Referto 1 - Referto 2 - Referto 3 - Referto 4 |
| Houston Rockets 110 Seattle SuperSonics 124 Seattle SuperSonics 118 Houston Rockets 120 Punti 91 Seattle SuperSonics 108 Houston Rockets 108 Houston Rockets 117 Seattle SuperSonics |                  |                                                                                        |                 |                                               |
| |                  |                                                                                        |                 |                                               |
| Houston Rockets 110 Seattle SuperSonics 124 Seattle SuperSonics 118 Houston Rockets 120                                                                                              | Punti            | 91 Seattle SuperSonics 108 Houston Rockets 108 Houston Rockets 117 Seattle SuperSonics |                 |                                               |

PRECEDENTI NEI PLAYOFF
|  | Seattle S.Sonics (1982, 1987) | 2 – 0 | Houston Rockets |  |

### Semifinali

#### (1) Los Angeles Lakers - (4) Seattle SuperSonics
RISULTATO FINALE: 4-0
| Arbitri: | Dick Bavetta Hue Hollins Ed Middleton |

|               |          |                |
| J. Worthy 28  | Punti    | D. McKey 23    |
| M. Johnson 14 | Assist   | N. McMillan 12 |
| J. Worthy 12  | Rimbalzi | O. Polynice 10 |

| Arbitri: | Dan Crawford Jess Kersey Wally Rooney |

|               |          |                |
| J. Worthy 30  | Punti    | X. McDaniel 17 |
| M. Johnson 12 | Assist   | S. Threatt 9   |
| A. Green 8    | Rimbalzi | X. McDaniel 8  |

| Arbitri: | Jim Clark Bill Oakes Ed T. Rush |

|                |          |               |
| D. Ellis 30    | Punti    | J. Worthy 20  |
| S. Threatt 9   | Assist   | M. Johnson 14 |
| X. McDaniel 12 | Rimbalzi | M. Johnson 9  |

| Arbitri: | Paul Mihalak Jack Nies Jake O'Donnell |

|                |          |              |
| X. McDaniel 30 | Punti    | J. Worthy 33 |
| N. McMillan 8  | Assist   | M. Johnson 9 |
| X. McDaniel 11 | Rimbalzi | A. Green 9   |

PRECEDENTI IN REGULAR SEASON
| Regular Season 1988-89 | L.A. Lakers | 4 – 2 | Seattle S.Sonics | Referto 1 - Referto 2 - Referto 3 - Referto 4, Referto 5 - Referto 6 |
| Los Angeles Lakers 114 Seattle SuperSonics 101 Los Angeles Lakers 110 Seattle SuperSonics 116 Seattle SuperSonics 97 Los Angeles Lakers 121 Punti 103 Seattle SuperSonics 98 Los Angeles Lakers 106 Seattle SuperSonics 106 Los Angeles Lakers 115 Los Angeles Lakers 117 Seattle SuperSonics |             | |                  |                                                                      |
| |             | |                  |                                                                      |
| Los Angeles Lakers 114 Seattle SuperSonics 101 Los Angeles Lakers 110 Seattle SuperSonics 116 Seattle SuperSonics 97 Los Angeles Lakers 121 | Punti       | 103 Seattle SuperSonics 98 Los Angeles Lakers 106 Seattle SuperSonics 106 Los Angeles Lakers 115 Los Angeles Lakers 117 Seattle SuperSonics |                  |                                                                      |

PRECEDENTI NEI PLAYOFF
|  | L.A. Lakers (1980, 1987) | 2 – 2 | Seattle S.Sonics (1978, 1979) |  |

#### (3) Phoenix Suns - (7) Golden State Warriors
RISULTATO FINALE: 4-1
| Arbitri: | Joey Crawford Joe Forte Bennett Salvatore |

|                |          |                         |
| T. Chambers 25 | Punti    | C. Mullin, T. Teagle 18 |
| K. Johnson 11  | Assist   | W. Garland 6            |
| E. Johnson 9   | Rimbalzi | L. Smith 8              |

| Arbitri: | Bruce Alexander Bill Oakes Ed T. Rush |

|               |          |                |
| E. Johnson 35 | Punti    | C. Mullin 37   |
| K. Johnson 12 | Assist   | C. Mullin 5    |
| E. Johnson 9  | Rimbalzi | M. Richmond 13 |

| Arbitri: | Steve Javie Ed Middleton Jake O'Donnell |

|                      |          |                           |
| C. Mullin 32         | Punti    | T. Chambers 31            |
| C. Mullin 6          | Assist   | K. Johnson 15             |
| M. Bol, R. Higgins 9 | Rimbalzi | T. Chambers, T. Corbin 14 |

| Arbitri: | Dan Crawford Darell Garretson Wally Rooney |

|              |          |                           |
| C. Mullin 28 | Punti    | E. Johnson 34             |
| W. Garland 4 | Assist   | K. Johnson, J. Hornacek 8 |
| C. Mullin 7  | Rimbalzi | T. Corbin 9               |

| Arbitri: | Hue Hollins Paul Mihalak Earl Strom |

|                            |          |                |
| K. Johnson, T. Chambers 24 | Punti    | M. Richmond 23 |
| K. Johnson 11              | Assist   | C. Mullin 6    |
| E. Johnson, T. Chambers 11 | Rimbalzi | L. Smith 9     |

PRECEDENTI IN REGULAR SEASON
| Regular Season 1988-89 | Phoenix Suns | 4 – 2 | G.S. Warriors | Referto 1 - Referto 2 - Referto 3 - Referto 4, Referto 5 - Referto 6 |
| Golden State Warriors 117 Phoenix Suns 141 Phoenix Suns 110 Golden State Warriors 130 Phoenix Suns 139 Golden State Warriors 124 Punti 104 Phoenix Suns 103 Golden State Warriors 105 Golden State Warriors 124 Phoenix Suns 121 Golden State Warriors 154 Phoenix Suns |              | |               |                                                                      |
| |              | |               |                                                                      |
| Golden State Warriors 117 Phoenix Suns 141 Phoenix Suns 110 Golden State Warriors 130 Phoenix Suns 139 Golden State Warriors 124 | Punti        | 104 Phoenix Suns 103 Golden State Warriors 105 Golden State Warriors 124 Phoenix Suns 121 Golden State Warriors 154 Phoenix Suns |               |                                                                      |

PRECEDENTI NEI PLAYOFF
|  | Phoenix Suns (1976) | 1 – 0 | G.S. Warriors |  |

### Finale

#### (1) Los Angeles Lakers - (3) Phoenix Suns
RISULTATO FINALE: 4-0
| Arbitri: | Lee Jones Jack Madden Mike Mathis |

|               |          |                |
| J. Worthy 32  | Punti    | K. Johnson 27  |
| M. Johnson 12 | Assist   | K. Johnson 18  |
| A. Green 10   | Rimbalzi | T. Chambers 10 |

| Arbitri: | Dick Bavetta Jess Kersey Jake O'Donnell |

|               |          |                |
| B. Scott 30   | Punti    | K. Johnson 22  |
| M. Johnson 14 | Assist   | K. Johnson 10  |
| M. Johnson 9  | Rimbalzi | T. Chambers 10 |

| Arbitri: | Dan Crawford Darell Garretson Hue Hollins |

|                |          |               |
| T. Chambers 26 | Punti    | J. Worthy 29  |
| K. Johnson 13  | Assist   | M. Johnson 11 |
| J. Hornacek 11 | Rimbalzi | J. Worthy 12  |

| Arbitri: | Joey Crawford Hugh Evans Paul Mihalak |

|                |          |               |
| T. Chambers 41 | Punti    | B. Scott 35   |
| K. Johnson 10  | Assist   | M. Johnson 20 |
| T. Chambers 13 | Rimbalzi | A. Green 9    |

PRECEDENTI IN REGULAR SEASON
| Regular Season 1988-89 | L.A. Lakers | 3 – 3 | Phoenix Suns | Referto 1 - Referto 2 - Referto 3 - Referto 4, Referto 5 - Referto 6 |
| Los Angeles Lakers 125 Phoenix Suns 111 Phoenix Suns 114 Los Angeles Lakers 134 Los Angeles Lakers 118 Phoenix Suns 127 Punti 111 Phoenix Suns 96 Los Angeles Lakers 97 Los Angeles Lakers 122 Phoenix Suns 116 Phoenix Suns 104 Los Angeles Lakers |             | |              |                                                                      |
| |             | |              |                                                                      |
| Los Angeles Lakers 125 Phoenix Suns 111 Phoenix Suns 114 Los Angeles Lakers 134 Los Angeles Lakers 118 Phoenix Suns 127 | Punti       | 111 Phoenix Suns 96 Los Angeles Lakers 97 Los Angeles Lakers 122 Phoenix Suns 116 Phoenix Suns 104 Los Angeles Lakers |              |                                                                      |

PRECEDENTI NEI PLAYOFF
|  | L.A. Lakers (1970, 1980, 1982, 1984, 1985) | 5 – 0 | Phoenix Suns |  |

## NBA Finals 1989

### Detroit Pistons - Los Angeles Lakers
RISULTATO FINALE
|  | Detroit Pistons | 4 – 0 | L.A. Lakers |  |

PRECEDENTI IN REGULAR SEASON
| Regular Season 1988-89                                                                     | Detroit Pistons | 2 – 0                                     | L.A. Lakers | Referto 1 - Referto 2 |
| Detroit Pistons 102 Los Angeles Lakers 103 Punti 99 Los Angeles Lakers 111 Detroit Pistons |                 |                                           |             |                       |
|                                                                                            |                 |                                           |             |                       |
| Detroit Pistons 102 Los Angeles Lakers 103                                                 | Punti           | 99 Los Angeles Lakers 111 Detroit Pistons |             |                       |

PRECEDENTI NEI PLAYOFF
|  | Detroit Pistons (1955) | 1 – 9 | L.A. Lakers (1950, 1953, 1954, 1957, 1959, 1960, 1961, 1962, 1988) |  |

#### Roster
| \| Pos. \| Num. \| Naz. \| Nome \| Altezza \| Peso \| Data nascita \| Provenienza \| \| ---- \| ---- \| ---- \| ----------------- \| ------- \| ------ \| ------------ \| --------------------------- \| \| AP \| 23 \| \| Aguirre, Mark \| 198 cm \| 105 kg \| 10-12-1959 \| DePaul \| \| AP \| 34 \| \| Dembo, Fennis \| 196 cm \| 98 kg \| 24-01-1966 \| Wyoming \| \| G \| 4 \| \| Dumars, Joe \| 191 cm \| 86 kg \| 24-05-1963 \| McNeese State \| \| C \| 53 \| \| Edwards, James \| 216 cm \| 102 kg \| 22-11-1955 \| Washington \| \| G \| 15 \| \| Johnson, Vinnie \| 188 cm \| 91 kg \| 01-09-1956 \| Baylor \| \| C \| 40 \| \| Laimbeer, Bill \| 211 cm \| 111 kg \| 19-05-1957 \| Notre Dame \| \| G \| 25 \| \| Long, John \| 196 cm \| 88 kg \| 28-08-1956 \| Mercy \| \| AG \| 44 \| \| Mahorn, Rick \| 208 cm \| 109 kg \| 21-09-1958 \| Hampton \| \| AP \| 10 \| \| Rodman, Dennis \| 203 cm \| 95 kg \| 13-05-1961 \| Southeastern Oklahoma State \| \| AG/C \| 22 \| \| Salley, John \| 211 cm \| 104 kg \| 16-05-1964 \| Georgia Tech \| \| P \| 11 \| \| Thomas, Isiah (C) \| 185 cm \| 82 kg \| 30-04-1961 \| Indiana \| \| P \| 24 \| \| Williams, Micheal \| 188 cm \| 79 kg \| 23-07-1966 \| Baylor \| | Allenatore - Chuck Daly Assistente/i - Brendan Malone - Brendan Suhr Legenda - (C) Capitano - (FA) Free agent - (S) Sospeso - (TW) Contratto Two-way - (GL) Assegnato a squadra G League affiliata - Infortunato Roster • Transazioni · Ultima transazione: 27 giugno 1989 |                        |                   |         |        |              |                             |
| Pos. | Num. | Naz.                   | Nome              | Altezza | Peso   | Data nascita | Provenienza                 |
| AP | 23 | Stati Uniti (bandiera) | Aguirre, Mark     | 198 cm  | 105 kg | 10-12-1959   | DePaul                      |
| AP | 34 | Stati Uniti (bandiera) | Dembo, Fennis     | 196 cm  | 98 kg  | 24-01-1966   | Wyoming                     |
| G | 4 | Stati Uniti (bandiera) | Dumars, Joe       | 191 cm  | 86 kg  | 24-05-1963   | McNeese State               |
| C | 53 | Stati Uniti (bandiera) | Edwards, James    | 216 cm  | 102 kg | 22-11-1955   | Washington                  |
| G | 15 | Stati Uniti (bandiera) | Johnson, Vinnie   | 188 cm  | 91 kg  | 01-09-1956   | Baylor                      |
| C | 40 | Stati Uniti (bandiera) | Laimbeer, Bill    | 211 cm  | 111 kg | 19-05-1957   | Notre Dame                  |
| G | 25 | Stati Uniti (bandiera) | Long, John        | 196 cm  | 88 kg  | 28-08-1956   | Mercy                       |
| AG | 44 | Stati Uniti (bandiera) | Mahorn, Rick      | 208 cm  | 109 kg | 21-09-1958   | Hampton                     |
| AP | 10 | Stati Uniti (bandiera) | Rodman, Dennis    | 203 cm  | 95 kg  | 13-05-1961   | Southeastern Oklahoma State |
| AG/C | 22 | Stati Uniti (bandiera) | Salley, John      | 211 cm  | 104 kg | 16-05-1964   | Georgia Tech                |
| P | 11 | Stati Uniti (bandiera) | Thomas, Isiah (C) | 185 cm  | 82 kg  | 30-04-1961   | Indiana                     |
| P | 24 | Stati Uniti (bandiera) | Williams, Micheal | 188 cm  | 79 kg  | 23-07-1966   | Baylor                      |

| \| Pos. \| Num. \| Naz. \| Nome \| Altezza \| Peso \| Data nascita \| Provenienza \| \| ---- \| ---- \| ---- \| ------------------------ \| ------- \| ------ \| ------------ \| -------------- \| \| C \| 33 \| \| Abdul-Jabbar, Kareem (C) \| 218 cm \| 102 kg \| 16-04-1947 \| UCLA \| \| G/AP \| 19 \| \| Campbell, Tony \| 201 cm \| 98 kg \| 07-05-1962 \| Ohio State \| \| G/AP \| 21 \| \| Cooper, Michael \| 196 cm \| 77 kg \| 15-04-1956 \| New Mexico \| \| A/C \| 45 \| \| Green, A. C. \| 206 cm \| 100 kg \| 04-10-1963 \| Oregon State \| \| G/AP \| 32 \| \| Johnson, Magic (C) \| 206 cm \| 98 kg \| 14-08-1959 \| Michigan State \| \| G/AP \| 3 \| \| Lamp, Jeff \| 198 cm \| 88 kg \| 09-03-1959 \| Virginia \| \| A \| 31 \| \| McNamara, Mark \| 211 cm \| 107 kg \| 08-06-1959 \| UC Berkeley \| \| G \| 14 \| \| Rivers, David \| 183 cm \| 82 kg \| 20-01-1965 \| Notre Dame \| \| G \| 4 \| \| Scott, Byron \| 191 cm \| 88 kg \| 28-03-1961 \| Arizona State \| \| A/C \| 43 \| \| Thompson, Mychal \| 208 cm \| 103 kg \| 30-01-1955 \| Minnesota \| \| A \| 0 \| \| Woolridge, Orlando \| 206 cm \| 98 kg \| 16-12-1959 \| Notre Dame \| \| A/C \| 42 \| \| Worthy, James \| 206 cm \| 102 kg \| 27-02-1961 \| North Carolina \| | Allenatore - Pat Riley Assistente/i - Bill Bertka - Randy Pfund Legenda - (C) Capitano - (FA) Free agent - (S) Sospeso - (TW) Contratto Two-way - (GL) Assegnato a squadra G League affiliata - Infortunato Roster • Transazioni · Ultima transazione: 27 giugno 1989 |                        |                          |         |        |              |                |
| Pos. | Num. | Naz.                   | Nome                     | Altezza | Peso   | Data nascita | Provenienza    |
| C | 33 | Stati Uniti (bandiera) | Abdul-Jabbar, Kareem (C) | 218 cm  | 102 kg | 16-04-1947   | UCLA           |
| G/AP | 19 | Stati Uniti (bandiera) | Campbell, Tony           | 201 cm  | 98 kg  | 07-05-1962   | Ohio State     |
| G/AP | 21 | Stati Uniti (bandiera) | Cooper, Michael          | 196 cm  | 77 kg  | 15-04-1956   | New Mexico     |
| A/C | 45 | Stati Uniti (bandiera) | Green, A. C.             | 206 cm  | 100 kg | 04-10-1963   | Oregon State   |
| G/AP | 32 | Stati Uniti (bandiera) | Johnson, Magic (C)       | 206 cm  | 98 kg  | 14-08-1959   | Michigan State |
| G/AP | 3 | Stati Uniti (bandiera) | Lamp, Jeff               | 198 cm  | 88 kg  | 09-03-1959   | Virginia       |
| A | 31 | Stati Uniti (bandiera) | McNamara, Mark           | 211 cm  | 107 kg | 08-06-1959   | UC Berkeley    |
| G | 14 | Stati Uniti (bandiera) | Rivers, David            | 183 cm  | 82 kg  | 20-01-1965   | Notre Dame     |
| G | 4 | Stati Uniti (bandiera) | Scott, Byron             | 191 cm  | 88 kg  | 28-03-1961   | Arizona State  |
| A/C | 43 | Bahamas (bandiera)     | Thompson, Mychal         | 208 cm  | 103 kg | 30-01-1955   | Minnesota      |
| A | 0 | Stati Uniti (bandiera) | Woolridge, Orlando       | 206 cm  | 98 kg  | 16-12-1959   | Notre Dame     |
| A/C | 42 | Stati Uniti (bandiera) | Worthy, James            | 206 cm  | 102 kg | 27-02-1961   | North Carolina |

#### Risultati
| Arbitri: | Jake O'Donnell Jess Kersey Jack Madden |

| |            | |
| I. Thomas 24                                                                                        | Punti      | M. Johnson, J. Worthy 17                                                                             |
| I. Thomas 9                                                                                         | Assist     | M. Johnson 14                                                                                        |
| M. Aguirre, D. Rodman 10                                                                            | Rimbalzi   | A. Green 8                                                                                           |
| Aguirre, Dumars, Laimbeer, Mahorn, Thomas (Dembo, Edwards, Johnson, Long, Rodman, Salley, Williams) | Formazioni | Abdul-Jabbar, Cooper, Green, Johnson, Worthy (Campbell, Lamp, McNamara, Rivers, Thompson, Woolridge) |

| Arbitri: | Darell Garretson Hue Hollins Joey Crawford |

|                                                                              |            |                                                                                    |
| J. Dumars 33                                                                 | Punti      | M. Cooper, J. Worthy 19                                                            |
| I. Thomas 7                                                                  | Assist     | M. Johnson 9                                                                       |
| M. Aguirre 6                                                                 | Rimbalzi   | A. Green 9                                                                         |
| Aguirre, Dumars, Laimbeer, Mahorn, Thomas (Edwards, Johnson, Rodman, Salley) | Formazioni | Abdul-Jabbar, Cooper, Green, Johnson, Worthy (Campbell, Lamp, Thompson, Woolridge) |

| Arbitri: | Ed T. Rush Mike Mathis Hugh Evans |

|                                                                                            |            |                                                                              |
| J. Worthy 26                                                                               | Punti      | J. Dumars 31                                                                 |
| M. Cooper 13                                                                               | Assist     | I. Thomas 8                                                                  |
| K. Abdul-Jabbar 13                                                                         | Rimbalzi   | D. Rodman 19                                                                 |
| Abdul-Jabbar, Cooper, Green, Johnson, Worthy (Campbell, Lamp, Rivers, Thompson, Woolridge) | Formazioni | Aguirre, Dumars, Laimbeer, Mahorn, Thomas (Edwards, Johnson, Rodman, Salley) |

| Arbitri: | Jess Kersey Jack Madden Earl Strom |

|                                                                                             |            |                                                                              |
| J. Worthy 40                                                                                | Punti      | J. Dumars 23                                                                 |
| M. Cooper 9                                                                                 | Assist     | J. Dumars 6                                                                  |
| A. Green 12                                                                                 | Rimbalzi   | V. Johnson, B. Laimbeer 9                                                    |
| Abdul-Jabbar, Campbell, Cooper, Green, Worthy (Lamp, McNamara, Rivers, Thompson, Woolridge) | Formazioni | Aguirre, Dumars, Laimbeer, Mahorn, Thomas (Edwards, Johnson, Rodman, Salley) |

| Campione NBA 1989         |
| ------------------------- |
| Detroit Pistons 1º titolo |

#### Hall of famer
| NBA Finals | Atleta              | Squadra         | Anno |            |
| ---------- | ------------------- | --------------- | ---- | ---------- |
| Giocatore  | Isiah Thomas        | Detroit Pistons | 2000 | Giocatore  |
| Giocatore  | Joe Dumars          | Detroit Pistons | 2006 | Giocatore  |
| Giocatore  | Dennis Rodman       | Detroit Pistons | 2011 | Giocatore  |
| Allenatore | Chuck Daly          | Detroit Pistons | 1994 | Allenatore |
| Giocatore  | Kareem Abdul-Jabbar | L.A. Lakers     | 1995 | Giocatore  |
| Giocatore  | Michael Cooper      | L.A. Lakers     | 2024 | Giocatore  |
| Giocatore  | Magic Johnson       | L.A. Lakers     | 2002 | Giocatore  |
| Giocatore  | James Worthy        | L.A. Lakers     | 2003 | Giocatore  |
| Allenatore | Pat Riley           | L.A. Lakers     | 2008 | Allenatore |

#### MVP delle Finali
- #4 Joe Dumars, Detroit Pistons.

## Squadra vincitrice

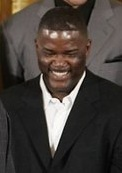
1. 4 Joe Dumars, Detroit Pistons.

| N° | Naz.                   | Ruolo | Sportivo         |  | Alt. |  |
| -- | ---------------------- | ----- | ---------------- |  | ---- |  |
| 4  | Stati Uniti (bandiera) | G     | Joe Dumars       |  | 191  |  |
| 10 | Stati Uniti (bandiera) | AG    | Dennis Rodman    |  | 203  |  |
| 11 | Stati Uniti (bandiera) | P     | Isiah Thomas     |  | 185  |  |
| 15 | Stati Uniti (bandiera) | AP    | Vinnie Johnson   |  | 188  |  |
| 22 | Stati Uniti (bandiera) | AG    | John Salley      |  | 211  |  |
| 23 | Stati Uniti (bandiera) | AP    | Mark Aguirre     |  | 198  |  |
| 24 | Stati Uniti (bandiera) | P     | Micheal Williams |  | 188  |  |
| 25 | Stati Uniti (bandiera) | G     | John Long        |  | 196  |  |
| 34 | Stati Uniti (bandiera) | AP    | Fennis Dembo     |  | 196  |  |
| 40 | Stati Uniti (bandiera) | C     | Bill Laimbeer    |  | 211  |  |
| 44 | Stati Uniti (bandiera) | AG    | Rick Mahorn      |  | 208  |  |
| 53 | Stati Uniti (bandiera) | AG    | James Edwards    |  | 213  |  |
|    | Stati Uniti (bandiera) | All.  | Chuck Daly       |  |      |  |

## Statistiche
Aggiornate al 28 giugno 2021.
| Categoria | Singola prestazione | Singola prestazione | Singola prestazione | Media           | Media           | Media | Media |
| Categoria | Giocatore           | Squadra             | Max                 | Giocatore       | Squadra         | Media | PG    |
| --------- | ------------------- | ------------------- | ------------------- | --------------- | --------------- | ----- | ----- |
| Punti     | Michael Jordan      | Chicago Bulls       | 50                  | Michael Jordan  | Chicago Bulls   | 34,8  | 17    |
| Rimbalzi  | Karl Malone         | Utah Jazz           | 22                  | Hakeem Olajuwon | Houston Rockets | 13,0  | 4     |
| Assist    | Magic Johnson       | L.A. Lakers         | 20                  | John Stockton   | Utah Jazz       | 13,7  | 3     |